# Pulszky Terézia
Pulszky Terézia vagy Pulszky Ferencné (eredeti neve: Walter Teréz) (Bécs, 1819. január 7. – Pest, 1866. szeptember 4.) magyar író, műfordító, újságíró.

## Életpályája
1819. március 7-én keresztelte meg a berlin-rummelsburgi Frigyes-árvaházban Friedrich August Pischon (1785–1857) lelkész. 1848 után Bécsbe költözött, ahonnan száműzött férje után ment. Londonban élt egy ideig. Férje Kossuth Lajossal Amerikába utazott, így férjével ő is beutazta Amerikát. 1866-ban Firenzéből visszatért Magyarországra.

## Családja
1844-ben ismerkedett meg Pulszky Ferenc (1814–1897) politikussal. 1845-ben házasságot kötöttek. Négy gyermekük született: Ágost (1846–1901) politikus, Károly (1853–1899) művészettörténész, Polixénia (1857–1921) írónő és Garibaldi (1861–1926) mérnök. Unokája, Pulszky Romola (1891–1978) írónő volt.
Sírja a Kerepesi temetőben található (jobb oldali falsírboltok; J.30).

## Művei
- Memoirs of a hungarian lady. With a historical intorduction by Francis Pulszky (London, 1850; Két kötet; Németül: Lipcse; 1850)
- Tales and traditions of Hungary (London, 1850; Három kötet; Pulszky Ferenccel; Németül: Berlin, 1851. Két kötet.)
- White, read, black (London, 1853; Három kötet; Pulszky Ferenccel; Németül: Kassel, 1853. Öt kötet.)
- Three christmas plays for children (London, 1859)
- Regék olasz földről (Pest, 1866; Férjével és fiával Pulszky Ágosttal együtt)